# والتر ال. کاتلر
والتر ال. کاتلر (انگلیسی: Walter L. Cutler؛ زادهٔ ۲۵ نوامبر ۱۹۳۱) یک دیپلمات اهل آمریکا است. وی در سال‌های ۶۷–۱۹۶۵ کنسول آمریکا در تبریز بوده‌است.